# Високі Татри

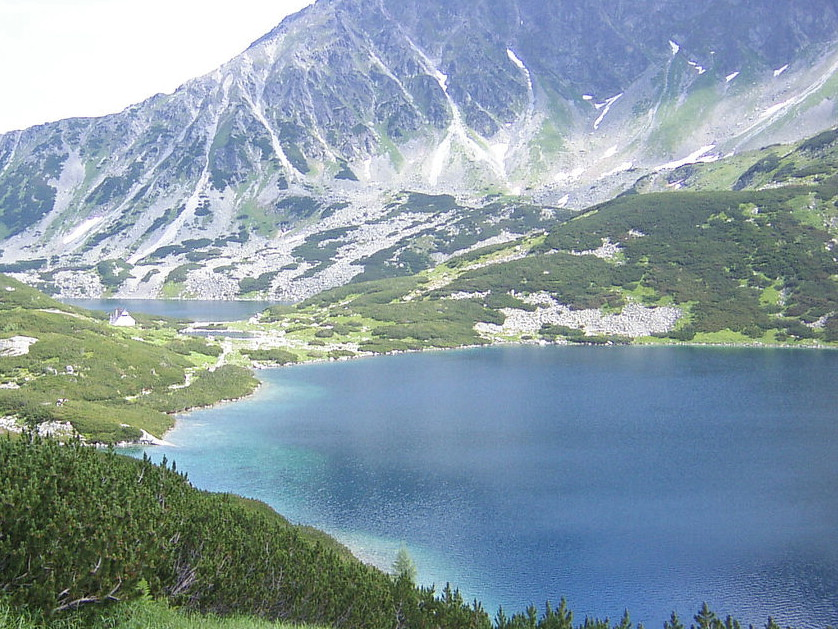
Долина П'яти Ставів

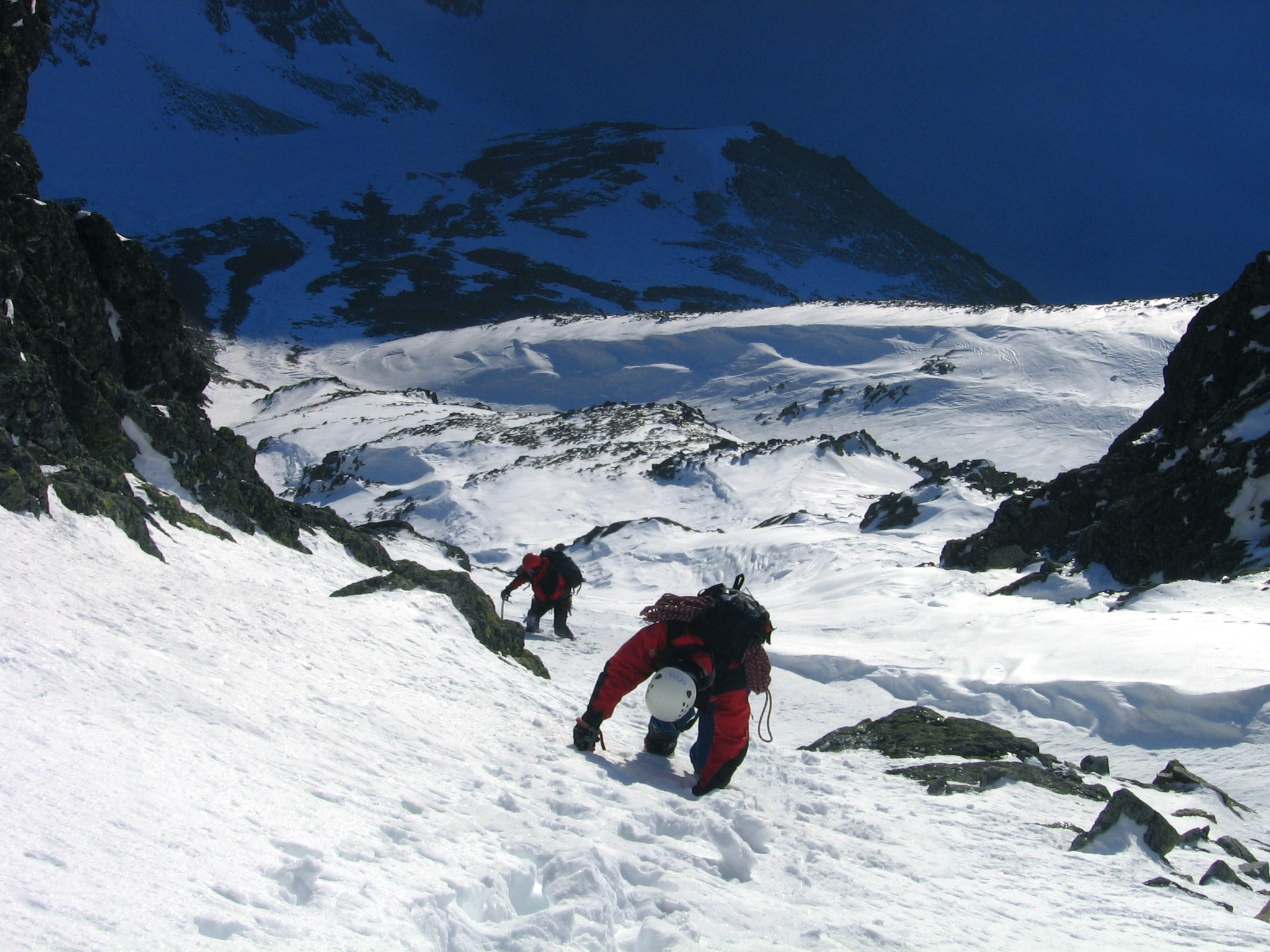
Альпійський характер Високих Татр

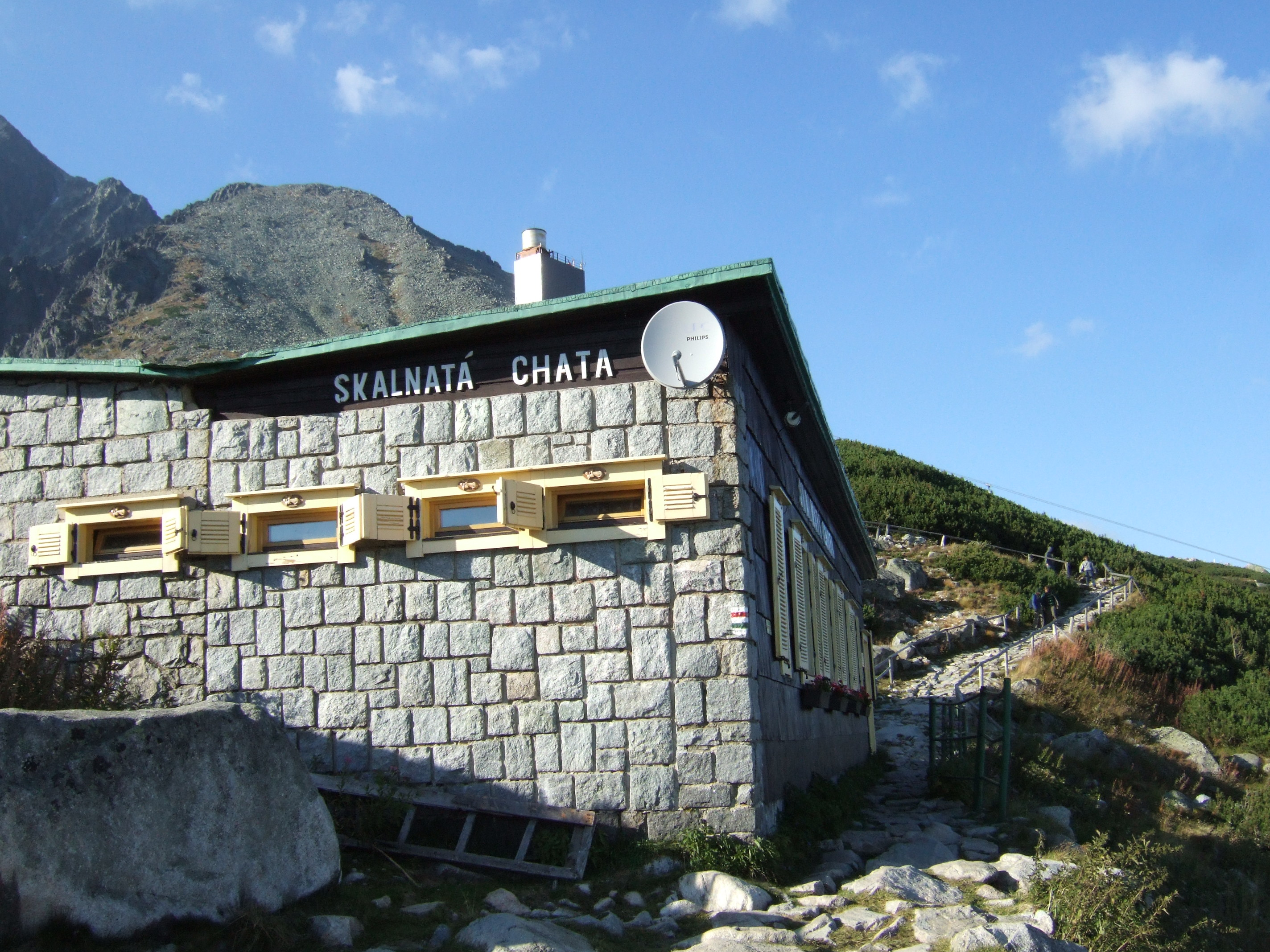
Гірський притулок. Район гори Ломницький Штит.

Висо́кі Та́три (Татри) — гірський масив, частина Західних Карпат. Розташовані на кордоні Словаччини та Польщі.

## Загальний опис
Масив простягається із заходу на схід, між долиною річки Ваг на півдні та річкою Дунаєць на півночі. Найвища точка — гора Герлаховський Штит (2655 м) на території Словаччини, що є найвищою горою країни. Тут же розташовані й інші високі вершини: друга за висотою гора в Словаччині — Ломницький Штит (2632 м) та найвища точка Польщі — гора Риси (2499 м).
Назву Високі Татри має також місто, розташоване в горах на території Словаччини. Населення міста становить 5,5 тис. жителів.

## Піки
Найвідоміші вершини Високих Татр:
- Герлаховський Штит, 2655 м.
- Ломницький Штит, 2632 м.
- Мали Лядови Штит, 2632 м.
- Задній Герлах, 2616 м.
- Кривань, 2495 м.
- Квопровський Штит, 2363 м.
- Риси, 2499 м.
- Виходна Висока, 2429 м.
- Ягнячи Штит, 2230 м.

### Фото
- Високі Татри навесні (ФОТОрепортаж) [Архівовано 28 грудня 2012 у Wayback Machine.]
- Літо у Високих Татрах (ФОТОрепортаж) [Архівовано 14 серпня 2013 у Wayback Machine.]
- Various maps of the High Tatras at VysokeTatry.com [Архівовано 5 червня 2007 у Wayback Machine.]
- High Tatras pictures, calamity on 19 November, 2004: villages of High Tatras after the storm [Архівовано 26 березня 2009 у Wayback Machine.]

| Словаччина | Це незавершена стаття з географії Словаччини. Ви можете допомогти проєкту, виправивши або дописавши її. |

| Польща | Це незавершена стаття з географії Польщі. Ви можете допомогти проєкту, виправивши або дописавши її. |